# Chu Ci
O Chu Ci (chinês tradicional: 楚辭; chinês simplificado: 楚辞), comumente traduzido como Versos de Chu ou Canções de Chu, é uma antologia de poesia chinesa tradicionalmente atribuída principalmente a Qu Yuan e Song Yu, do Período dos Estados Combatentes (que terminou em 221 a.C.), embora aproximadamente metade de seus poemas pareça ter sido composta muitos séculos depois, durante a dinastia Han. A versão tradicional do Chu Ci contém dezessete seções principais, reunidas com seu conteúdo atual por Wang Yi, um bibliotecário do século II que serviu a Shundi. Os primórdios da poesia clássica chinesa (pré-dinastia Qin) são conhecidos principalmente através de duas antologias: o Chu Ci e o Shi Jing (Clássico da Poesia).

## Pano de fundo
Chu Ci foi nomeado segundo uma forma de poesia que se originou no Império Chu. O império se localizava na então fronteira sul da China. Chu se caracterizava por sua mistura entre a cultura do norte da China e a cultura do sul da China. Por este motivo, no norte, Chu (ou seja, "o sul") tinha a reputação de ser um lugar exótico, e esse exotismo marcava os "Versos de Chu". Uma forma chinesa de xamanismo era praticada em Chu, e muitos versos do Chu Ci descrevem jornadas espirituais. No entanto, as influências sulistas em Chu se limitavam ao xamanismo e aos objetos de enterro, não atingindo outras áreas como literatura, vestuário, poesia e arquitetura, que continuavam basicamente nortistas. Outros elementos exóticos em Chu eram os encontros com plantas mágicas ou fragrantes, interação com vários espíritos ou divindades, e viagem a várias locações exóticas, como céus, fins da Terra, Báctria e o monte Kunlun.
A coleção de poemas de Qu Yuan e Song Yu incluídas no Chu Ci, assim como trabalhos de outros poetas de Chu (ou poetas que escreviam no estilo de Chu), representam um certo desenvolvimento de tradições mais antigas que conseguiram, eventualmente, popularidade e favorecimento imperial durante a dinastia Han Ocidental. O Livro de Han anotou 106 poetas de Chu, com 1 318 composições. Muitos poetas de Han escreveram no estilo de Chu Ci. Wang Yi escreveu um longo comentário sobre o Chu Ci, assim como o "Nove Saudades", a 17ª e última seção do livro.

## Autoria e edição
Embora o Chu Ci seja uma antologia de poemas de vários poetas, Qu Yuan é sua figura central, pois é tanto o autor da importante seção Li Sao quanto o protagonista de vários poemas. Outras seções podem ter sido escritas por outros autores, assim como existem algumas seções que podem estar baseadas em fontes tradicionais. Além das dúvidas quanto à autoria dos poemas, também costuma ser debatido quem e quando reuniu cada poema ao Chu Ci, bem como a ocorrência ou não de alterações nos poemas originais. Também foram feitos muitos comentários ao Chu Ci ao longo do tempo, e alguns deles foram incorporados às versões impressas.

### Qu Yuan
O nome "Qu Yuan" não ocorre em nenhum texto anterior à dinastia Han. De acordo com a tradição, Qu Yuan era um oficial administrativo na corte do rei Huai de Chu que advogava formar uma aliança com outros estados contra o poder crescente do reino de Qin durante o Período dos Estados Combatentes. Entretanto, seu conselho não foi seguido e ele foi difamado por outros oficiais da corte. Vendo a corrupção dos seus colegas e a incapacidade do rei de apreciar seu valor, Qu Yuan se exilou e, afinal, cometeu suicídio mergulhando no rio Miluo com uma rocha pesada quando o general de Qin, Bo Qi, saqueou a capital de Chu, Ying, em 278 a.C., forçando a corte real a se realocar com considerável perda de território. Também é dito tradicionalmente que as competições de Barco Dragão são realizadas anualmente em memória das circunstâncias dramáticas da morte de Qu Yuan.
Durante seus dias de exílio, pensa-se que Qu Yuan escreveu o Li Sao, sua obra magna e primeira e principal parte do Chu Ci. Sua autoria, como costuma ocorrer na literatura antiga, não pode ser confirmada nem negada. Composto por 373 versos contendo 2 490 caracteres, o Li Sao é o mais antigo dos poemas longos chineses e é aclamado como a representação literária da alta conduta moral e patriotismo de Qu Yuan.
Entre outras partes do Chu Ci tradicionalmente atribuídas a Qu Yuan, as "Nove Canções" (Jiu Ge) exemplificam a literatura xamânica chinesa.

### Autoria
A tradicional interpretação do Chu Ci, que não foi contestada até o século XX, é a de que Qu Yuan compôs aproximadamente metade da obra, e que a metade restante foi composta por autores ligados a ele ou que escreviam no seu estilo. Acadêmicos contemporâneos têm dedicado muito tempo à questão da autoria do Chu Ci, mas não se chegou a um consenso sobre quais obras do Chu Ci são realmente de autoria de Qu Yuan.
Os Registros do Historiador, de Sima Qian, mencionam cinco obras de Qu Yuan: Li Sao ("Encontrando Tristeza"), Tian Wen ("Perguntas Celestiais"), Zhao Hun ("Convocação da Alma"), Ai Ying ("Lamento por Ying"), Huai Sha.
De acordo com Wang Yi, da dinastia Han do Leste, um total de 25 obras podem ser atribuídas a Qu Yuan: Li Sao, Jiu Ge (consistindo em onze obras), Tian Wen, Jiu Zhang (todas as nove partes), Yuan You, Pu Ju, e Yu Fu.
Wang Yi preferiu atribuir o Zhao Hun a um contemporâneo de Qu Yuan, Song Yu; a maioria dos acadêmicos atuais, no entanto, acha que o Zhao Hun é de autoria de Qu Yuan, e que Yuan You, Pu Ju, e Yu Fu são de autoria de outros. De modo similar, a atribuição, por Wang, da autoria de Qi Jian a Dongfang Shuo é contestada.

### Antologia
Existem dúvidas sobre como o Chu Ci adquiriu sua configuração atual. Existem algumas hipóteses acadêmicas sobre o assunto. Existem razões para acreditar que algumas seções (juan) da obra foram editadas, por exemplo para adequar os versos a apresentações teatrais. Outra razão envolve o fato de que os textos na China Antiga eram registrados em tiras de bambu ligadas entre si: quando as ligações entre as tiras quebravam e não se sabia a ordem correta das tiras, era necessário optar por uma suposta ordem correta das tiras.
Algumas seleções de Wang Yi quanto a versos da obra se tornaram padrões desde a sua publicação no fim da dinastia Han. Durante o reinado do imperador Cheng de Han, Liu Xiang aparentemente reuniu os poemas de Qu Yuan e Song Yu (provavelmente a partir de uma compilação prévia de Liu An), junto com poemas de autores Han como Wang Bao (王褒), Jia Yi (賈誼), Yan Ji (嚴忌) e o próprio Liu Xiang, e os adicionou ao Chu Ci.
Muito importantes no Chu Ci são os comentários.

## Conteúdo
O Chu Ci consiste em dezessete seções principais, nas versões padrões, com a presença de alguns comentários padrões. A obra começa com "Encontrando Tristeza" (Li Sao), um poema que assume ter material biográfico de Qu Yuan relativo a sua relação com o rei Huai de Chu. Os críticos, geralmente, atribuem, ao Li Sao, um caráter de alegoria política, embora a obra também apresente aspectos religiosos e míticos derivados da cultura de Chu. A segunda seção, na versão padrão atual, é "Nove Canções" (Jiu Ge), apesar de que o "Nove" do título inclui na verdade onze canções. Estas parecem representar práticas xamânicas dramatizadas da região do vale do rio Yangtzé envolvendo a invocação de seres divinos e a procura de suas bênçãos por meio de adoração. "Perguntas Celestiais" (Tian Wen), também conhecido como "Perguntas ao Céu", endereçado a Tian (o Céu), consiste em uma série de perguntas, 172 no total, em formato de versos. As perguntas envolvem mitologia chinesa e antigas crenças religiosas chinesas. No geral, o texto de "Perguntas Celestiais" faz perguntas, mas elas não costumam vir com respostas: no máximo, em alguns casos, elas vêm com pequenas dicas.
"Nove Peças" (Jiu Zhang) consiste em nove peças de poesia, sendo, uma delas, "Lamento para Ying" (Ai Ying). "Ying" era o nome de uma das tradicionais capitais da terra natal de Qu Yuan, Chu (eventualmente, "Ying" e "Chu" se tornaram, até mesmo, sinônimos). Entretanto, tanto a cidade de Ying quanto o estado de Chu foram arruinados devido à expansão do estado de Qin, que acabou consolidando o estado chinês às expensas dos anteriores estados da região: daí, o "lamento".
Também se incluem a "Distante Jornada" (Yuan You) (遠遊), "Adivinhação" (Bu Ju) (卜居), "O Pescador" (Yu Fu) (漁父), "Nove Mudanças" (九辯), "Convocações da Alma" (Zhao Hun) (招魂), "A Grande Convocação" (大招), "Tristeza pela Verdade Traída" (惜誓), "Convocação de um Recluso" (招隱士), "Sete Protestos" (七諫), "Ai, que meu lote não foi lançado" (哀時命), "Nove arrependimentos", consistindo em nove seções (九懷), "Nove Lamentos" (九歎), e "Nove Desejos" (九思).

### Qualidades poéticas
Os poemas de Chu Ci variam quanto ao estilo poético adotado. Existem várias métricas, variados usos de partículas exclamativas e variada presença de dedicatórias ou comentários. Os estilos do Chu Ci contrastam com os poemas do Shi Jing (que têm o típico estilo das poesias hanes) e com o estilo inovador do Li Sao de Qu Yuan.

#### Estilo doShi Jing
Alguns poemas do Chu Ci usam a típica linha de quatro sílabas do Shi Jing, com suas quatro sílabas com o mesmo peso:
tum tum tum tum.
Isso é, por vezes, modificado devido ao uso de um pronome ou neologismo na quarta sílaba, em linhas alternadas, enfraquecendo portanto o peso da quarta sílaba:
tum tum tum ti.
"Perguntas Celestiais" (Tian Wen), "Convocações da Alma" (Zhao Hun) e "As Grandes Convocações" (Da Zhao) têm características métricas típicas do Shi Jing. Geralmente, o estilo Shi Jing (tanto no Shi Jing quanto no Chu Ci) agrupa quatro linhas em quartetos rimados:
tum tum tum tum
tum tum tum tum
tum tum tum tum
tum tum tum tum
Uma variação possui uma sílaba fraca em linhas alternadas:
tum tum tum tum
tum tum tum ti
tum tum tum tum
tum tum tum ti
"Perguntas Celestiais" exibe a prosódia típica do Shi Jing: linhas de quatro caracteres, uma forte tendência de quartetos rítmicos, e um uso ocasional de sílabas fracas finais em linhas alternadas.
A forma poética do "Grandes Convocações" e do "Convocações da Alma" varia dessa forma por usar um neologismo como refrão. Esse neologismo varia de acordo com o poema: em "Convocações da Alma", é xie; em "Grandes Convocações", é zhi; em "Nove Peças", é xi. O grupo de linhas:
[primeira linha] tum tum tum tum; [segunda linha] tum tum tum ti
tende a produzir o efeito de uma única linha de sete sílabas.

#### Estilo Han
Em "Nove Peças", as linhas variam quanto ao número de sílabas, e são separadas por um neologismo: geralmente, 兮 (pinyin: xī, chinês antigo: *gˤe). Isso causa uma diferente expressão rítmica.

#### EstiloSao
Alguns versos tendem ao estilo Sao, baseado na imitação do Li Sao. O estilo Sao apresenta longas linhas formatadas para a recitação, finalizando com uma dedicatória (luan).
O acadêmico e tradutor David Hawkes divide os versos iniciais (pré-era Han) em dois tipos, cada um caracterizado por uma estrutura métrica (com exceção das narrativas misturadas de "Adivinhação" e "O Pescador").
Influências diretas dos versos de Chu Ci podem ser vistas no estilo saoti (騷體) de prosódia, que pode ser visto no epílogo de O Parentesco dos Três e em antologias como o Guwen Guanzhi.

### Mitologia e religião
A obra não apenas influenciou a literatura subsequente, como também se constituiu em fonte importante de estudos sobre a história, cultura e crenças religiosas na região do antigo reino de Chu. Algumas seções do Chu Ci consistem em especialmente denso material mitológico, como as "Perguntas Celestiais". Questões religiosas e filosóficas, como a existência de alma ou espírito, são tratadas de forma poética.

#### Seres mitológicos
Informações sobre seres mitológicos na mitologia chinesa inicial são, sempre, baseadas no Chu Ci, que é uma das poucas fontes primárias remanescentes dos tempos antigos. Essas informações citam dragões qiulong, jiaolong, feilong, zhulong e hong, seres iluminados e a serpente Bashe. Além disso, informações sobre o significado e os caracteres do dragão alado Teng, do Shi (representante dos mortos) e do dragão Chi também costumam se basear no Chu Ci.

#### Mitos
Os mitos de Nu Kua, Tian, Shun (imperador chinês), da Grande Inundação, das deusas do rio Xiang e dos bambus manchados foram tratados no Chu Ci.

#### Xamanismo
As crenças relatadas nos poemas parecem estar relacionadas às crenças das precedentes dinastias Shang e Zhou, com resquícios de xamanismo. "Voos" e "excursões" são temas típicos do xamanismo, e são frequentemente encontrados no Chu Ci. Tanto "Encontrando Tristeza" quanto "Nove Canções" dividem um simbolismo floral com voos aéreos em companhia de seres divinos.

## História posterior
O Chu Ci exerceu uma grande influência na poesia chinesa clássica. A obra foi traduzida para várias línguas, o que estendeu ainda mais sua influência.

### Proeminência
O Chu Ci nunca se tornou uma obra canônica como o Shi Jing. Como disse David Hawkes, "os poemas do Chu Ci, embora populares, nunca fizeram parte de cânone algum, lidaram com temas estranhos e pouco ortodoxos, e se originaram fora da área santificada da tradição Zhou Ocidental". Entretanto, parte do Chu Ci possui um aspecto confuciano, ao glorificar o ministro leal que prefere a morte a renunciar a sua integridade. Em seguida a sua publicação durante a dinastia Han, a obra foi sujeita a vários tratamentos editoriais, incluindo a adição de comentários. A ordem em que as seções da obra são geralmente organizadas foi estabelecida por rearranjos editoriais durante ou após os séculos X e XI. Isto não é verdade, entretanto, em relação ao Li Sao, o qual, na edição de Wang Yi, é intitulado Li Sao Jing, o que significa considerá-lo um clássico: os outros trabalhos (juan) do Chu Ci geralmente são incluídos na categoria de zhuan, ou seja, exegese ou ampliação do texto clássico original.
O Chu Ci influenciou o trabalho de poetas como Jia Yi, Shen Quanqi, Zhang Yue, Li Bai (Li Bo), Du Fu, Han Yu, Liu Zongyuan e Su Shi.

### Traduções
Foram feitas estas traduções da obra para a língua inglesa:
- capítulo 5 de Classical Chinese Literature: An Anthology of Translations, por David Hawkes. Vol. I: From Antiquity to the Tang Dynasty. New York: 2000. Columbia University Press.
- Selected Poems of Chu Yuan, de Sun Dayu. 2007. Shanghai: Foreign Language Education Press.
- Three Elegies of Ch'u: an Introduction to the Traditional Interpretation of the Ch'u Tz'u, de Geoffrey R. Waters. University of Wisconsin Press, 1985.
- Chu Ci Xuan Selected Elegies of the State of Chu, de Gladys Yang e Yang Xianyi. Beijing: Foreign Languages Press, 2001.
- Sao Poetry, de Fusheng Wu. How to Read Chinese Poetry: A Guided Anthology. New York: Columbia University Press, 2008
- Elegies of the South, de Yuanchong Xu. 2008.
- The Verse of Chu, de Zhenying Zhuo. Changsha. Hunan People's Publishing House. 2006.
- The Shaman and the Heresiarch: A New Interpretation of the Li sao, de Gopal Sukhu. Albany. State University of New York Press. 2012.
- The Songs of Chu: An Anthology of Ancient Chinese Poetry by Qu Yuan and Others, de Gopal Sukhu. New York. Columbia University Press. 2017.